# 帕皮亞
聖帕皮亞（Saint Papias，約70年—155年）是小亞細亞弗呂家地區希拉波利斯城（現今土耳其的棉花堡）的主教，是約翰的門徒、坡旅甲的同工。他的著作有五冊，都被引述在愛任紐與優西比烏的著作中。他提供的資料包括口述傳統、傳說的解說、福音資料，也提供《馬可福音》及《馬太福音》的起源洞見。

## 神學思想

### 福音書的起源
聖帕皮亞提供了現存最早是誰寫福音書的記載，在該撒利亞的優西比烏的引述中提到帕皮亞說：「這位長老（約翰長老）常常這樣說：『馬可成為彼得的詮釋者，將他所記得的準確地寫下來，卻非按主所說所行之事的時序。因為他從未聽過主的聲音，也未曾追隨過祂，但後來，如我所說，他追隨了彼得。彼得是按需要而做教導，卻沒有按主的聖言的原有次序而加以整理，因此馬可是按記憶將其逐點記下的做法，是無可厚非的。因他是專注於一件事，無一遺漏的記下他所聽到的，且使所記的沒有虛謊之言。』」
由此可見，帕皮亞的資料提供了《馬可福音》起源的記載。聖帕皮亞又引述使徒馬太指出，《馬太福音》是由馬太所寫，當中的時間是以希伯來文來排序。
不過聖帕皮亞的觀點卻引起外界質疑，包括馬可與彼得的關係是甚麼？究竟《馬可福音》是由彼得以回憶寫成，還是馬可回憶彼得的講道寫成？此外，聖帕皮亞的引述都缺乏了上下文，部分用字更是模棱兩可的修辭，也沒明確指出這些引述是馬可和馬太的著作。

### 末世論
聖帕皮亞是早期按聖經字面解釋，提出千禧年觀點的人，認為基督復活後的一千年，基督國度將有形有體的建立在地上。該撒利亞的優西比烏批評其論點的可信度非常有限，並誤導了愛任紐等人。

### 耶穌與犯姦淫時被捉的女人
這故事雖普遍地被認為是「非約翰」著作，卻仍記錄於約翰福音7章53至8章11節，因為早期教父的見證顯示這段經文具重要歷史價值。其中優西比烏指出，聖帕皮亞在第二世紀中葉「記載了另一個故事，關於一個在主面前被指控多項罪名的婦人，這故事被收納入希伯來福音書中」，有學者就認為這故事與「耶穌與犯姦淫時被捉的女人」的故事有極密切的關連性，並顯示其重要性。

### 猶大之死
聖帕皮亞認為猶大不是吊死，而是另外兩個死因。第一個是「猶大身體變得腫脹，以致與車狹路相逢時，無法如正常人一樣避開，因而被車撞死，腸子流出」。第二個是「猶大身體變得極其腫脹，以致與車狹路相逢時，無法如正常人一樣通過，他身體也散發惡臭，流膿生蛆，受盡折磨，死在自己的家鄉」。這兩個版本都強調猶大死前身體腫脹，並與車有關，也暗示猶大之死是上帝刑罰。

### 使徒約翰之死
曾有兩份歷史資料引述聖帕皮亞指出，使徒約翰是被猶太人殺死，但一些現代學者卻質疑它們的可靠性。兩份歷史資料又指出，聖帕皮亞認為約翰殉道是成就了耶穌指門徒要殉道的預言。

## 外部連結
- （英文）聖帕皮亞於《天主教百科全書》